# Andrej Rendla
Andrej Rendla (* 13. Oktober 1990 in Banská Bystrica) ist ein slowakischer ehemaliger Fußballspieler. Der Mittelfeldspieler spielte von 2007 bis 2015 für den FC Twente Enschede.

## Karriere
Rendla kommt aus der Jugendmannschaft des FK Dukla Banská Bystrica. Dort stieß er zur Saison 2006/07 als damals 16-Jähriger in den Profikader des Klubs. Nach einem Jahr wechselte der Offensivspieler in die Niederlande, zum FC Twente Enschede. Im Auswärtsspiel gegen Sparta Rotterdam kam er zu seinem Debüt in der Eredivisie. Eine Knieverletzung im Januar 2008 zwang Rendla zu einer mehrmonatigen Pause. Er kehrte zur Vorbereitung für die Saison 2009/2010 in den Kader wieder zurück.
Im Sommer 2010 wurde er für eine Saison an Heracles Almelo ausgeliehen. Nach zehn Ligaeinsätzen kehrte er zum FC Twente zurück und blieb dort bis 2015. 2017 beendete er seine aktive Karriere bei FO ŽP ŠPORT Podbrezová.

## Erfolge
- Niederländischer Meister mit Twente Enschede: 2009/10